# 콩만와이
콩만와이(광둥어: 江旻憓 Kong4 Man2 Wai1, 중국어 정체자: 江旻憓, 병음: Jiāng Mínhuì 장민후이[*], 한자음: 강민혜, 영어: Vivian Kong Man Wai 비비언 콩 맨 와이[*] MH, 1994년 2월 8일~)는 홍콩의 펜싱 선수로 주 종목은 에페이다.  2016년 하계 올림픽에 홍콩 대표로 참가하였고, 2014년, 2018년 아시안 게임에서 개인전과 단체전 동메달을 획득했다. 2019년 1월에 쿠바 아바나에서 열린 월드컵에서 홍콩 선수로는 최초로 우승을 차지했다. 이후 같은 해 3월에 여자 에페 부문 세계 랭킹 1위에 올랐다. 7월에는 부다페스트에서 열린 2019년 세계 선수권 대회에서 개인전 동메달을 획득하여 홍콩 선수로서는 최초로 세계 펜싱 선수권 대회 메달을 획득하였다. 이후 자신의 3번째 올림픽인 2024년 하계 올림픽에서 개인전 금메달을 획득하여 홍콩 여자 펜싱 선수로는 최초로 올림픽 금메달을 획득했다.

## 수상

### 수훈
- 명예훈장(2024년)